# Sinuessa
Koordinaten: 41° 8′ N, 13° 51′ O
Sinuessa (altgriechisch Σινούεσσα; auch Σινόεσσα) war eine antike italische Hafenstadt an der Via Appia in der Grenzregion von Latium (nordwestlich von Kampanien) und Kampanien (siehe Karte).
Die Stadt wurde je nach Zeitraum und Quelle einer der beiden Regionen zugerechnet. Sie lag in einer milden, fruchtbaren und besonders weinreichen Gegend zwischen dem Monte Massico und der Küste des Tyrrhenischen Meers im Gebiet der heutigen Gemeinden Cellole, Sessa Aurunca und Mondragone.

## Geschichte
Angeblich befand sich an der Stelle von Sinuessa zuerst eine griechische Anlage, die den Namen Sinope trug. Jedenfalls war die unmittelbare Vorgängersiedlung von Sinuessa eine Stadt namens Vescia, die 314 v. Chr. von den Römern zerstört wurde. Auf dem Territorium dieser untergegangenen Stadt der Aurunker gründeten die Römer die Bürgerkolonie Sinuessa während des Dritten Samnitenkrieges 296/295 v. Chr. gleichzeitig mit Minturnae zum Schutz gegen die Einfälle der Samniten. Die Stadt erhielt ihren Namen laut dem antiken Geographen Strabon aufgrund ihrer Lage an einem geräumigen Meerbusen (Sinus), dem heutigen Golf von Gaeta.
217 v. Chr., ein Jahr nach Ausbruch des Zweiten Punischen Krieges, zog Hannibal brandschatzend durch die fruchtbarsten Gebiete Italiens und verwüstete dabei unter anderem auch die Gegend von Sinuessa. Doch der Diktator Quintus Fabius Maximus Verrucosus beobachtete Hannibal nur und ließ sich gemäß seiner Defensivstrategie trotz großen Drucks von Seiten seines Heers nicht zu einer offenen Feldschlacht mit den Karthagern hinreißen. Zu einem späteren Zeitpunkt des Krieges wollten Sinuessa, Minturnae und andere coloniae maritimae keine Verstärkungen an Soldaten liefern. Diesem Anliegen war jedoch kein Erfolg beschieden; es wurde mit der Begründung abgelehnt, dass sich noch bewaffnete Feinde in Italien befanden. 191 v. Chr., als Rom gegen den Seleukidenkönig Antiochos III. kämpfte, gerieten die Bürger von Sinuessa aufgrund ihrer Bemühungen, vom Militärdienst zur See befreit zu werden, mit dem das Flottenkommando innehabenden Prätor Gaius Livius Salinator in Konflikt, drangen mit ihren Forderungen aber wiederum nicht durch.
Im Ersten Sklavenkrieg war Sinuessa einer der Schauplätze.
Seit der Regierungszeit von Augustus wurde Sinuessa vom nahe gelegenen Minturnae überflügelt. Später wurde die von Sinuessa nach Puteoli führende Via Domitiana erbaut. Die Itinerarien erwähnen Sinuessa als noch bestehende, an der Via Appia gelegene Stadt. Wann sie unterging, ist unbekannt.
Von Sinuessa sind nur geringe Überreste wie Teile der Stadtmauer, ein Amphitheater und ein Aquädukt erhalten.

## Weinhandel; Aufenthaltsort; Bäder
Die Lage an der Via Appia und der Handel mit Wein, der insbesondere vom benachbarten, bis 813 Meter hohen Mons Massicus (heute Monte Massico) stammte, trugen wesentlich zum Wohlstand Sinuessas bei. Die Stadt war auch ein beliebter Reiseaufenthalt. So machte hier Gaius Iulius Caesar Station, als er sich 49 v. Chr. auf dem Weg von Brundisium nach Rom befand, und auf seiner Reise nach Brundisium traf Horaz sich hier mit seinen Freunden Vergil und Lucius Varius Rufus. Der Redner Marcus Tullius Cicero besaß in Sinuessa ein Anwesen.
Nahe Sinuessa befanden sich auch bekannte Thermalbäder (Aquae Sinuessanae), die laut Plinius dem Älteren gegen Unfruchtbarkeit von Frauen und Geisteskrankheit von Männern empfohlen wurden. Unter anderen besuchte Kaiser Claudius häufig diese Bäder. Hier wurde auch Neros berüchtigter Gardepräfekt Tigellinus 69 n. Chr. zum Selbstmord gezwungen.